# Spilosmylus triseriatus
Spilosmylus triseriatus is een insect uit de familie watergaasvliegen (Osmylidae), die tot de orde netvleugeligen (Neuroptera) behoort. 
Spilosmylus triseriatus is voor het eerst wetenschappelijk beschreven door Banks in 1913. De soort komt voor in het Australaziatisch gebied.